# Jerome Hines
Jerome Albert Link Hines, właśc. Heinz (ur. 8 listopada 1921 w Hollywood, zm. 4 lutego 2003 w Nowym Jorku) – amerykański śpiewak operowy, bas.

## Życiorys
Ukończył studia w zakresie chemii, matematyki i fizyki na Uniwersytecie Kalifornijskim w Los Angeles, w 1943 roku uzyskując Bachelor’s degree. Lekcje śpiewu pobierał u Gennaro Curciego. Na scenie zadebiutował w 1941 roku w San Francisco w pobocznej roli Hrabiego Monterone w Rigoletcie Giuseppe Verdiego. Od 1944 do 1946 roku związany był z operą w Nowym Orleanie. W 1946 roku otrzymał nagrodę im. Enrico Caruso, w tym samym roku wystąpił w Metropolitan Opera w Nowym Jorku jako Sierżant w Borysie Godunowie Modesta Musorgskiego. W kolejnych latach występował w Ameryce Południowej i Europie, m.in. na festiwalach operowych w Glyndebourne i Edynburgu. Uczestniczył w koncertach symfonicznych pod batutą Arturo Toscaniniego, wziął udział w nagraniu płytowym Missa solemnis Ludwiga van Beethovena (1953). Występował na festiwalu w Bayreuth, gdzie kreował role Gurnemanza w Parsifalu, Króla Marka w Tristanie i Izoldzie oraz Wotana w Walkirii. W 1962 roku śpiewał tytułową rolę w Borysie Godunowie na deskach Teatru Bolszoj w Moskwie.
Opublikował autobiografię This is My Story, This is My Song (1968), zbiór wywiadów Great Singers on Great Singing (1982) oraz książkę The Four Voices of Man (1997). Publikował też prace z zakresu matematyki. Skomponował operę o życiu Jezusa Chrystusa I Am the Way.